# Шехминское сельское поселение
Шехминское сельское поселение — упразднённое муниципальное образование (сельское поселение), существовавшее в составе Рыбновского района Рязанской области России.
Административным центром и единственным населённым пунктом в составе поселения являлось село Шехмино.

## История
Шехминское сельское поселение образовано в 2006 г. Упразднено путём присоединения к Селецкому сельскому поселению в апреле 2014 г.